# DN2N
De DN2N (Drum Național 2N of Nationale weg 2N) is een weg in Roemenië. Hij loopt van Mărtinești via Dumbrăveni en Dumitrești naar Jitia. De weg is 60 kilometer lang.